# Bell 412
Bell 412 — это вертолет общего назначения семейства «Хьюи», производимый американской компанией Bell Helicopter. Он является прямым развитием предыдущей модели Bell 212, основным отличием от последнего является составной четырехлопастной несущий винт. Это двух  двигательный вертолет, который является популярным на гражданском и военном рынках, а основными пользователями являются заказчики из Канады, Италии и Японии. Несколько сотен единиц были произведены с момента его появления в 1979 году, и было выпущено несколько  модернизированных вариантов вертолёта, например, с модифицированной авионикой и электросистемами.
Итальянская компания Agusta производила вертолет под обозначением Agusta-Bell AB412 (выпущено более 75 экземпляров), а также разработала специализированную военную версию Bell CH-146 Griffon, прототип которой совершил первый полет в августе 1982 года.
К 2022 году было поставлено более 1300 вертолетов Bell 412 заказчикам по всему миру.

## Разработка и производство

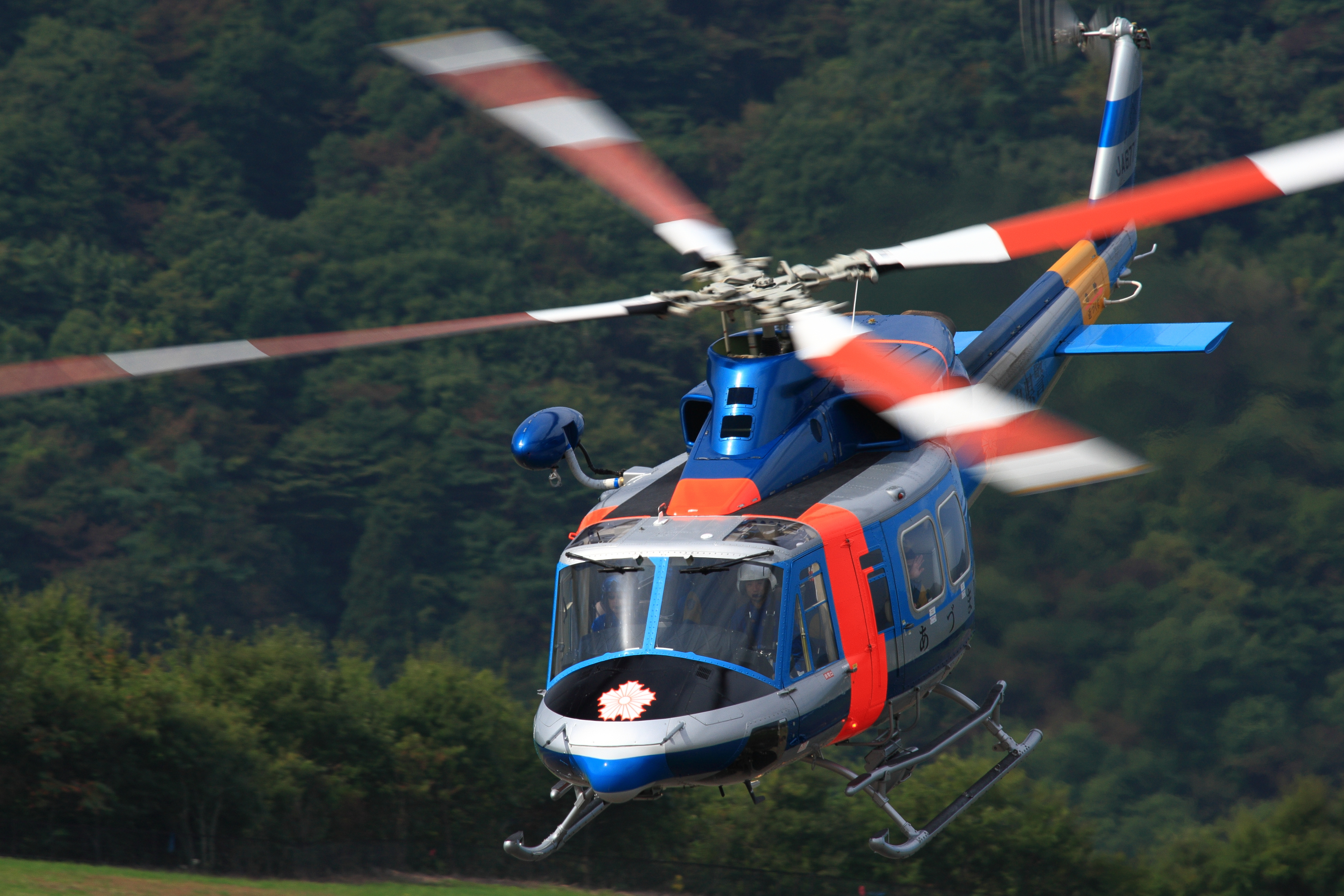
Bell-412EP полиции префектуры Фукусима

Разработка нового вертолёта началась в конце 1970-х годов, когда два экземпляра Bell 212 были преобразованы в прототипы будущего 412. Усовершенствованный четырехлопастной несущий винт меньшего диаметра заменил двухлопастной винт 212-й модели. Прототип Bell 412 впервые поднялся в воздух в августе 1979 года. Первоначальный вариант была сертифицирован в январе 1981 года, поставки заказчикам начались в том же месяце. За моделью 412 последовала версия 412SP (Special Performance), которая отличалась большими топливными баками, более высокой максимальной взлетной массой и дополнительными сиденьями. В 1991 году вариант 412HP (High Performance) с доработанной трансмиссией заменил версию SP в производстве.
В начале 2000-х годов компания Bell предложила Bell 412EP для участия в конкурсе по программе легкого многоцелевого вертолёта для американской армии. Программа по созданию легкого многоцелевого вертолёта (Light Utility Helicopter — LUH) была начата в начале 2004 года с первоначальной потребностью в 322 вертолётах для нужд национальной безопасности, административных и логистических задач, а также миссий по медицинской эвакуации. В то же время вертолёт создаваемый по этой программе планировалось использовать для первоначального обучения пилотов армейской и морской авиации. Конкурс на вертолёт по этой программе был объявлен в июле 2005 года. Для участия были выбраны вертолёты Bell 412, Bell UH-1 Iroquois, MD Helicopters MD Explorer, AgustaWestland AW139 и предлагаемый компанией EADS North America вертолёт под обозначением UH-145, являющейся модернизированной версией Eurocopter EC145. В конечном итоге по этой программе был выбран вертолёт UH-145 производства концерна Eurocopter.
Самой массовой версией находящейся в производстве к 2017 году является вариант 412EP (Enhanced Performance), который оснащен двойной цифровой системой автоматического управления полетом. В 2013 году Bell представила вариант 412EPI, оснащенный электронно-цифровой системой управления двигателями PT6T-9 и систему дисплеев для отображения информации о полёте в полностью стеклянной кабине, аналогичной используемой в модели Bell 429. Также на вертолёте представлена сенсорная навигационная система производства Garmin и модернизации по программе BLR Strake для улучшения характеристик зависания летательного аппарата.
Вертолет оснащен  силовой установкой производства Pratt and Whitney Canada с двумя турбовальными двигателями PT6T-3DF или PT6T-3B-1 мощностью на валу 1342 кВт и имеет один из самых низких показателей отказов в полете среди турбовальных двигателей у вертолётов схожего типа. Если один из двигателей выходит из строя, оставшийся двигатель может поддерживать вертолёт в полёте в аварийном режиме в течение  до 30 минут.
Bell 412 выпускался на производственных мощностях Bell Textron в Монреале (Канада), в Италии по лицензии компанией Agusta, а также в Индонезии компанией Indonesian Aerospace и в Японии компанией Subaru (ранее Fuji Heavy Industries).
В конфигурации вертолёта санитарной авиации для оказания экстренной медицинской помощи, Bell 412 рассчитан на перевозку 6 пациентов/раненых и двух сопровождающих лиц из числа медицинского персонала или двух мест для носилок и до четырех сопровождающих лиц.

## Варианты
Bell 412

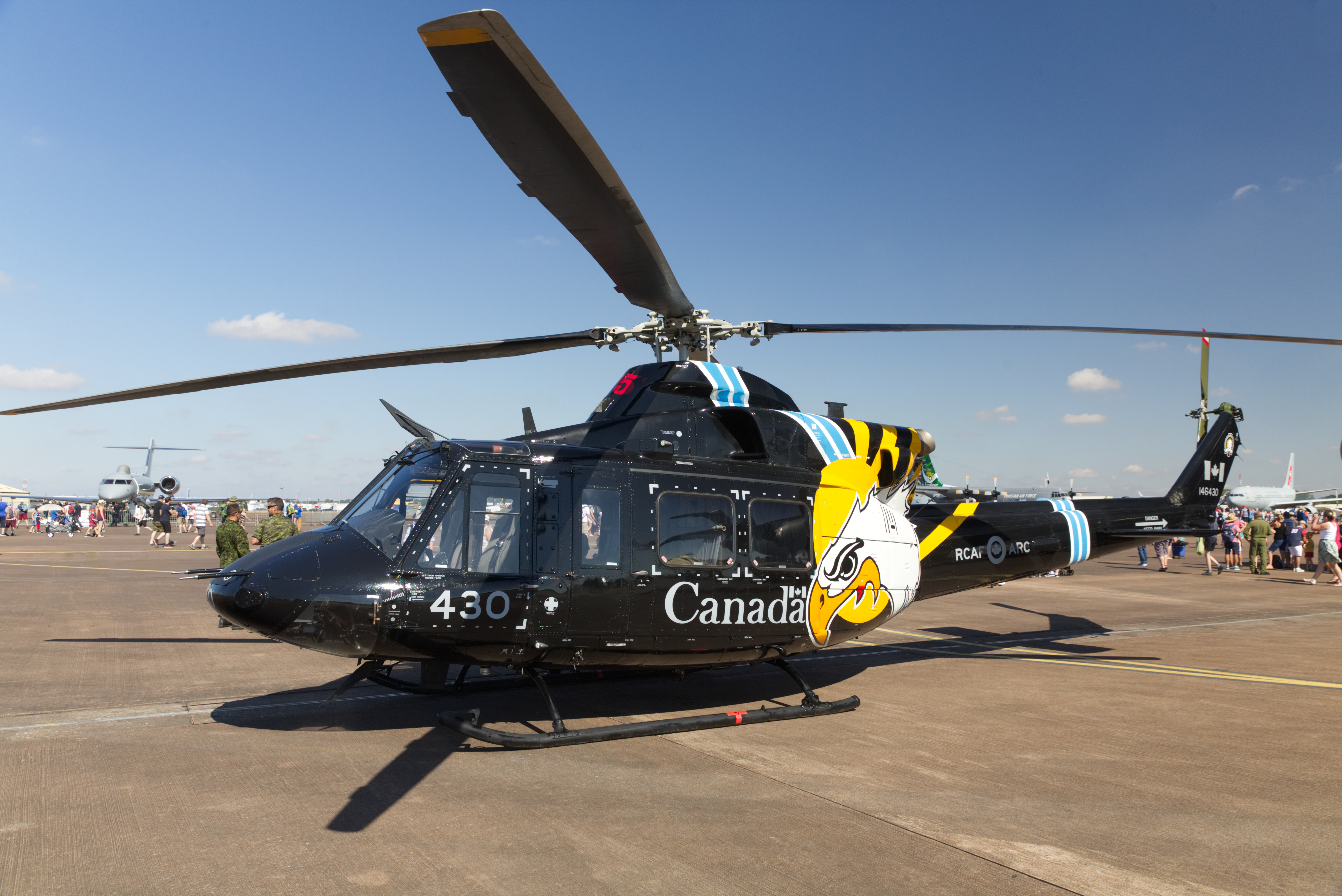
Bell CH-146 Griffon — военная версия Bell 412, выпускавшаяся специально для Королевских ВВС Канады

Первоначальная базовая модель с двигателями Pratt & Whitney Canada PT6T-3B.
Bell 412SP
Версия с более мощными двигателями  Pratt & Whitney Canada PT6T-3BF.
Bell 412HP
Высокопроизводительная версия с двигателями Pratt & Whitney Canada PT6T-3BG или -3D.
Bell CH-146 Griffon
Многоцелевой вертолет общего назначения, разработанный Bell Helicopter Textron как вариант Bell 412EP для канадских вооруженных сил. Он используется в самых разных ролях, включая воздушную огневую поддержку, разведку, участие в поисково-спасательных и аэромобильных миссиях. CH-146 имеет экипаж из трех человек, может перевозить до десяти солдат и имеет крейсерскую скорость 220–260 км/ч. CH-146 является продолжением десятилетий использования семейства  «Хьюи» канадскими военными, начиная с модели UH-1H в 1968 году и расширенного за счет использования UH-1N Twin Huey, известных в Канаде как CH-118 и CH-135 соответственно. Оба были сняты с вооружения в 1990-х годах и заменены на CH-146. Он также заменил ранние модели вертолетов CH-147 Chinook и CH-136 Kiowa, хотя в 2010-х годах были приобретены дополнительные вертолеты Chinook новейшего типа. CH-146 принимал участие в различных операциях как на международном уровне так и внутри страны. Парк этих вертолётов планируется модернизировать для эксплуатации в 2030-х годах.
Bell 412EP
Вариант с улучшенными характеристиками, оснащенный двигателями Pratt & Whitney Canada PT6T-3DF.
Bell 412EPI
Вариант оснащенный электронно-цифровой системой управления двигателями PT6T-9, с обновленной авионикой и стеклянной кабиной.
Bell Griffin HT1
Вертолет подготовки пилотов на базе Bell 412EP. Эксплуатировался Королевскими военно-воздушными силами с 1997 по 2018 год в качестве учебно-тренировочного летательного аппарата повышенной подготовки. Эксплуатировался Летной школой пилотов вертолетов ВВС Великобритании на авиабазе Шобери и Учебным подразделением по поиску и спасанию на авиабазе Вэлли, на острове Англси.
Bell Griffin HAR2

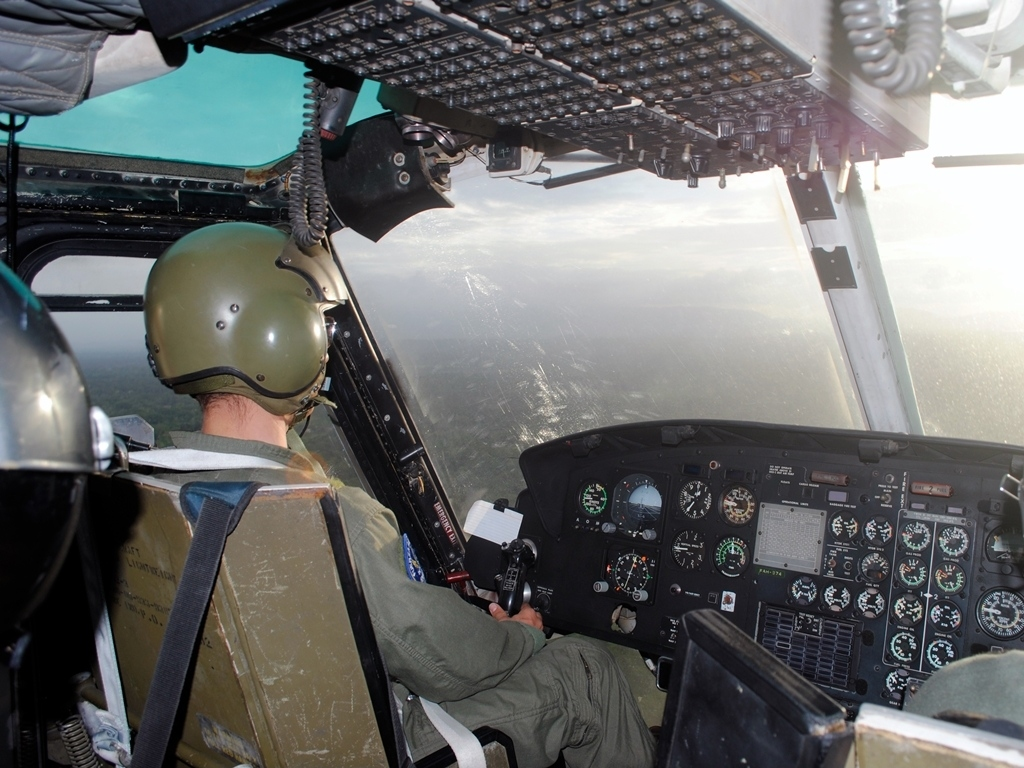
Кабина пилотов вертолёта Bell 412SP

Поисково-спасательный вертолет на базе Bell 412EP, эксплуатировался 84-й эскадрильей Королевских ВВС с 2003 по 2023 год на авиабазе Акротири на Кипре.
Agusta-Bell AB 412
Гражданская многоцелевая версия, произведенная по лицензии в Италии компанией Agusta.
Agusta-Bell AB 412EP
Построенная в Италии версия оригинального Bell 412EP.
Agusta-Bell AB 412 Grifone
Военно-транспортная версия, производимая по лицензии в Италии компанией Agusta.
Agusta-Bell AB 412 CRESO
Итальянская версия, оснащенная поисковым радаром
Bell 412 LUH
Вертолёт, созданный для участия в конкурсе по программе легких вертолетов общего назначения для армии США. Проиграл военной версии вертолёта EC145 (см. UH-72 Lakota).
NBell 412
Лицензионный вариант Bell 412 произведенный индонезийской компанией Indonesian Aerospace.
Subaru-Bell UH-2
Японский вариант вертолёта Bell 412 EPI, произведенный по лицензии концерном Subaru. 150 единиц заказано для удовлетворения потребности Сухопутных сил самообороны Японии в замене устаревших UH-1J.
Subaru-Bell 412EPX
Коммерческая версия UH-2.

## Операторы

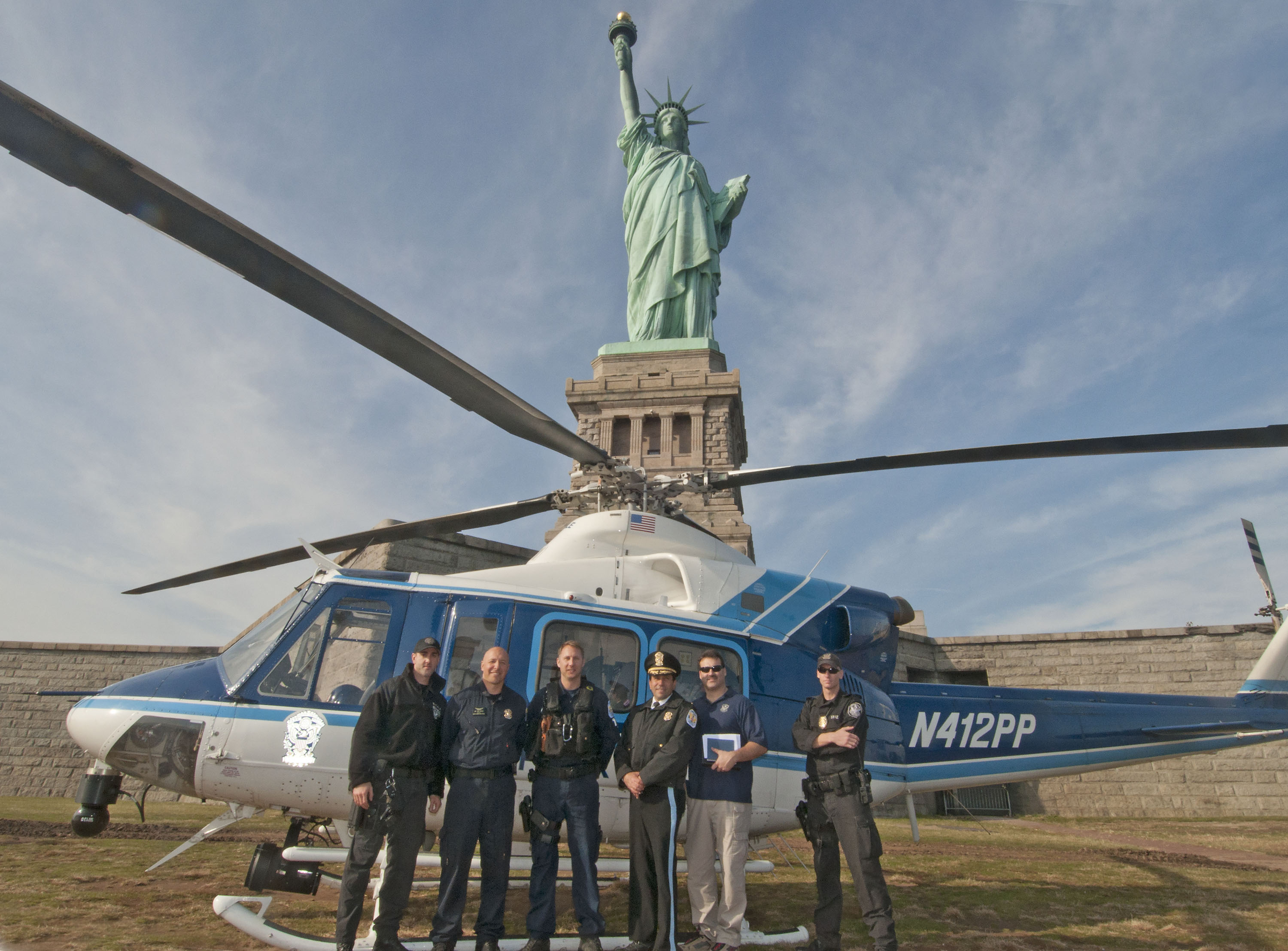
Bell 412 Парковой полиции США на фоне Статуи Свободы

### Правительственные операторы
Ниже представлены некоторые правительственные операторы вертолёта Bell 412.
 Австралия
- Пожарная служба штата Новый Южный Уэльс[17]
- Полиция штата Новый Южный Уэльс[18][19]
- Департамент противопожарной охраны и аварийно-спасательных служб штата Западная Австралия[20]
- Управление по чрезвычайным ситуациям штата Квинсленд[21]

 Бразилия
- Федеральная дорожная полиция Бразилии[22]

 Индонезия
- Национальная полиция Индонезии[23]

 Иран
- Общество Красного Полумесяца Исламской Республики Иран[24]

 Италия
- Финансовая полиция Италии[25]
- Государственный корпус лесной охраны Италии[26]

 Канада
- Национальный научно-исследовательский совет Канады[27]
- Полиция Квебека[28]

 Колумбия
- Национальная полиция Колумбии[29]

 Словения
- Полиция Словении[30]

 США
- Полиция штата Виргиния[31]

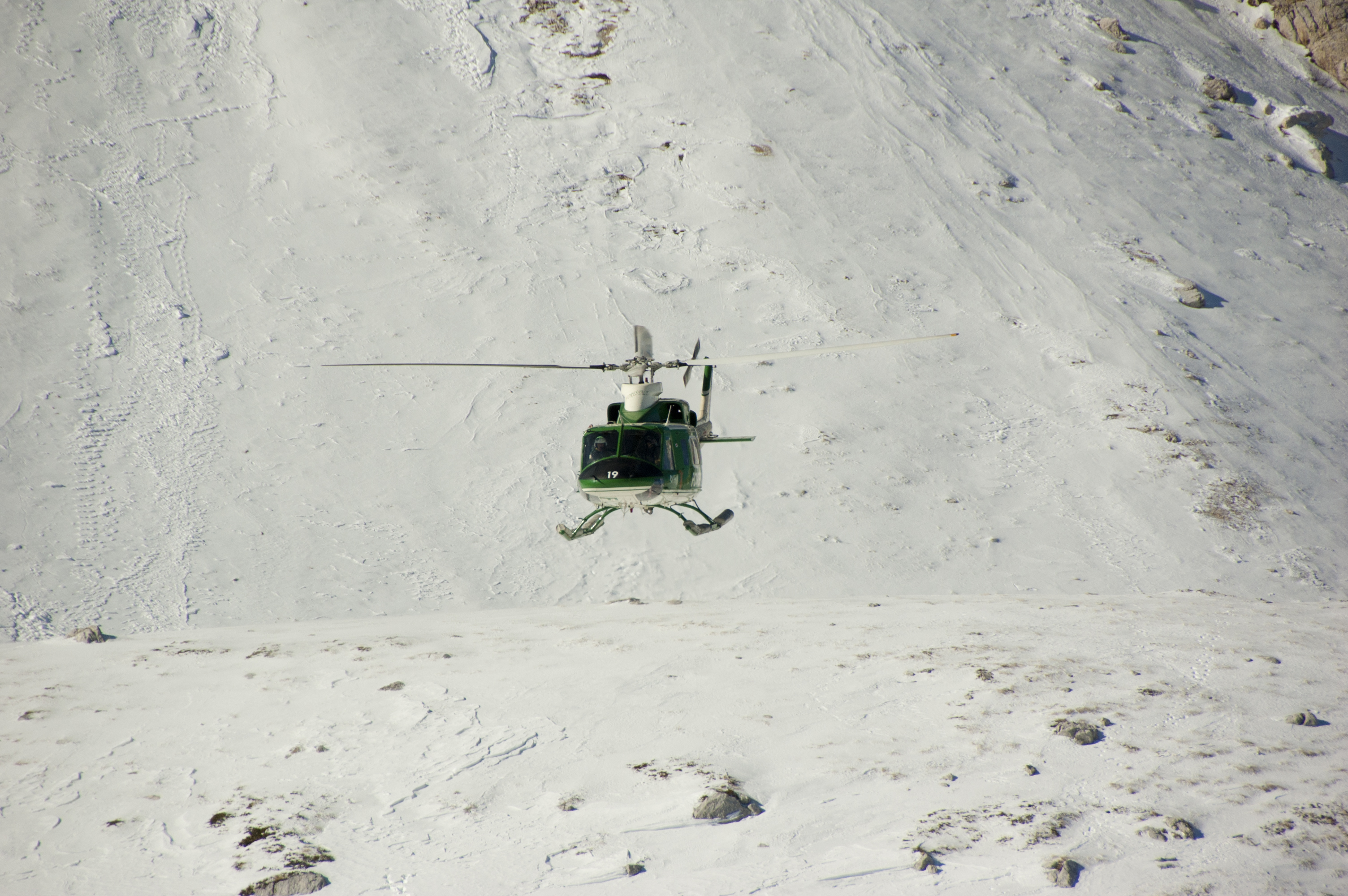
Agusta-Bell 412 Государственного корпуса лесной охраны Италии в во время проведения поисково-спасательной операции

- Пожарный департамент округа Вентура[32]
- Пожарный департамент округа Ориндж[33]
- Пожарный департамент Сан-Диего[34]
- Пожарный департамент округа Майами-Дейд[35]
- Пожарный департамент округа Лос-Анджелес[36]
- Пожарный департамент Чикаго[37]
- Парковая полиция США
- Департамент полиции Нью-Йорка[38]
- Департамент полиции Лос-Анджелеса[39]
- Полиция штата Делавэр[40]
- Министерство энергетики США

 Чехия
- Полиция Чехии[41]

 Финляндия
- Пограничная охрана Финляндии[42]

 Хорватия
- Министерство внутренних дел Хорватии[43]

 Япония
- Национальное полицейское агентство Японии[44]

### Военные операторы

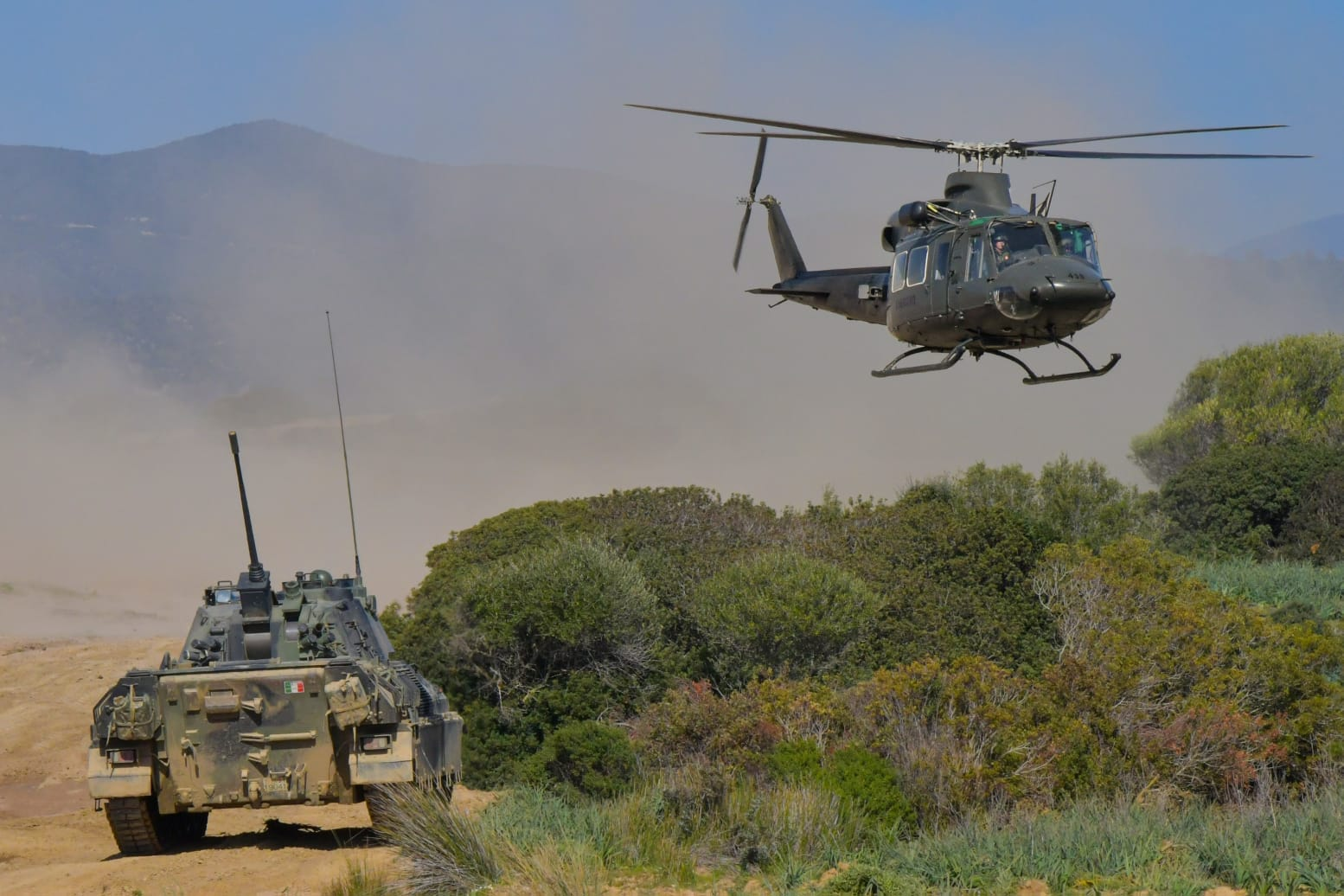
Agusta-Bell AB 412 2-го полка армейской авиации Сухопутных войск Италии на учениях в 2023 году

Ниже представлены некоторые военные операторы вертолёта Bell 412.
 Австралия
- Сухопутные войска Австралии[45]

 Азербайджан
- ВВС Азербайджана[46]

 Алжир
- ВВС Алжира[46]

 Аргентина
- ВВС Аргентины[46]

 Великобритания
- Королевские ВВС Великобритании — оперировали вертолётами версий Bell Griffin HT1 и Bell Griffin HAR2 до 2023 года.

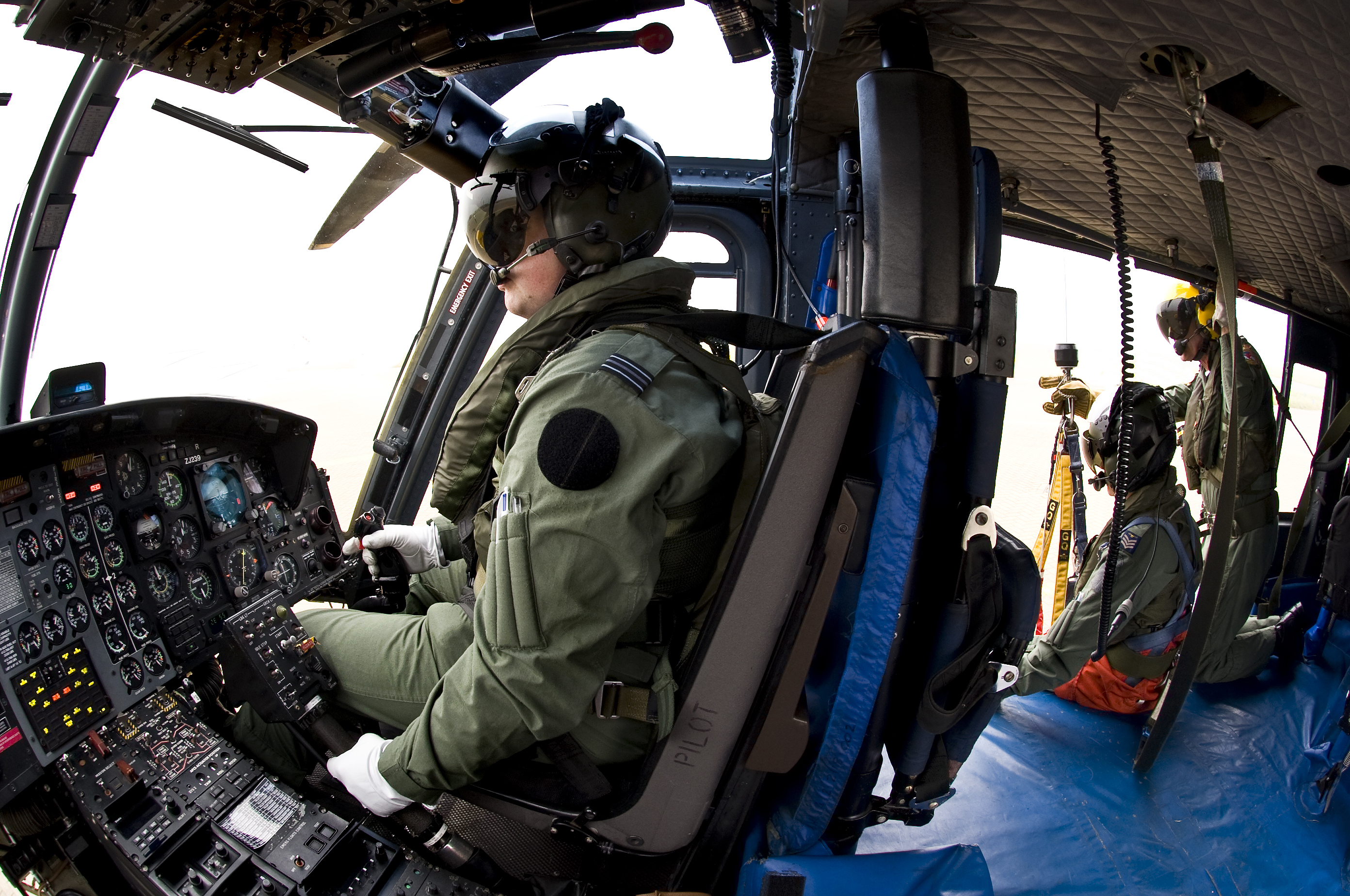
Кабина вертолета Bell Griffin HAR2 Королевских ВВС Великобритании в поисково-спасательном варианте

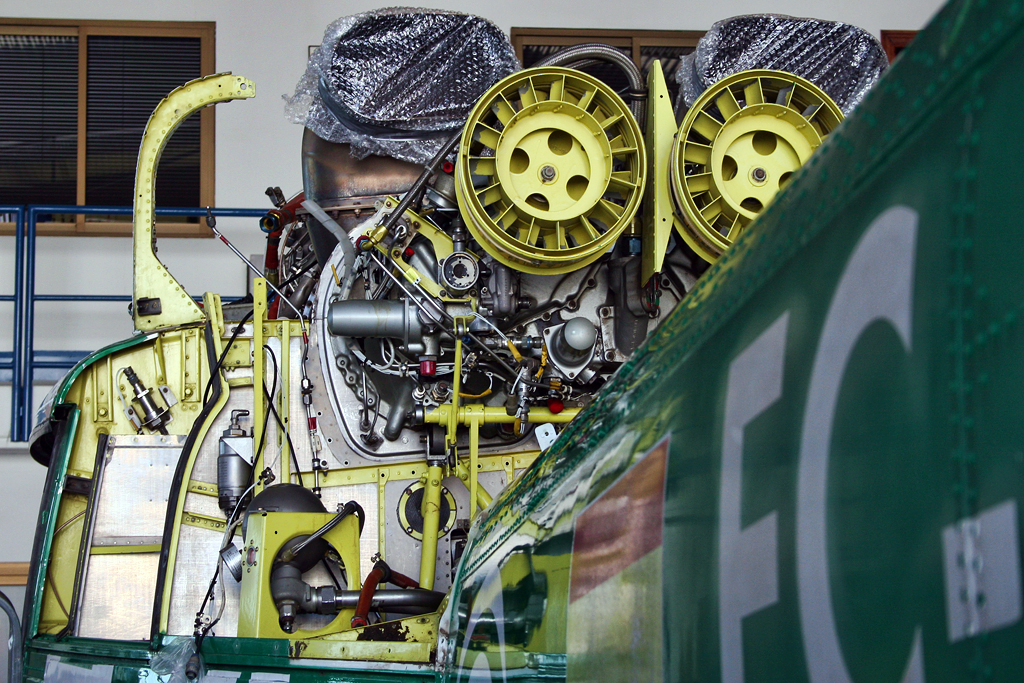
Двигатели Pratt & Whitney Canada PT6T установленные на вертолёт Bell 412

 Венесуэла
- ВМС Венесуэлы[46]
- ВВС Венесуэлы[46]

 Гондурас
- ВВС Гондураса[46]

 Индонезия
- Сухопутные войска Индонезии[46]
- ВМС Индонезии[46]

 Ирак
- Сухопутные войска Ирака[47]

 Италия
- Сухопутные войска Италии[46]

 Канада
- Королевские ВВС Канады[11]
- Береговая охрана Канады[48][49]

 Колумбия
- ВМС Колумбии[46]

 Марокко
- Королевские ВМС Марокко[46]

 Мексика
- ВВС Мексики[46]

 Нигерия
- ВВС Нигерии[46]

 Норвегия
- Королевские ВВС Норвегии[46]

 ОАЭ
- ВВС ОАЭ[46]

 Пакистан
- ВВС Пакистана[46]
- Сухопутные войска Пакистана[46]

 Перу
- ВВС Перу[46]
- ВМС Перу[46]

 Республика Корея
- Береговая охрана Республики Корея[50]

 Саудовская Аравия
- Королевские ВВС Саудовской Аравии[46]

 Словения
- ВВС Словении[46]

 Таиланд
- Королевские ВВС Таиланда[46]

 Тунис
- ВВС Туниса[46]

 Турция
- Береговая охрана Турции[51]

 Уругвай
- Национальные ВМС Уругвая[46]

 Черногория
- ВВС Черногории[46]

 Чили
- ВВС Чили[46]

 Япония
- Береговая охрана Японии[46]

## Происшествия и аварии

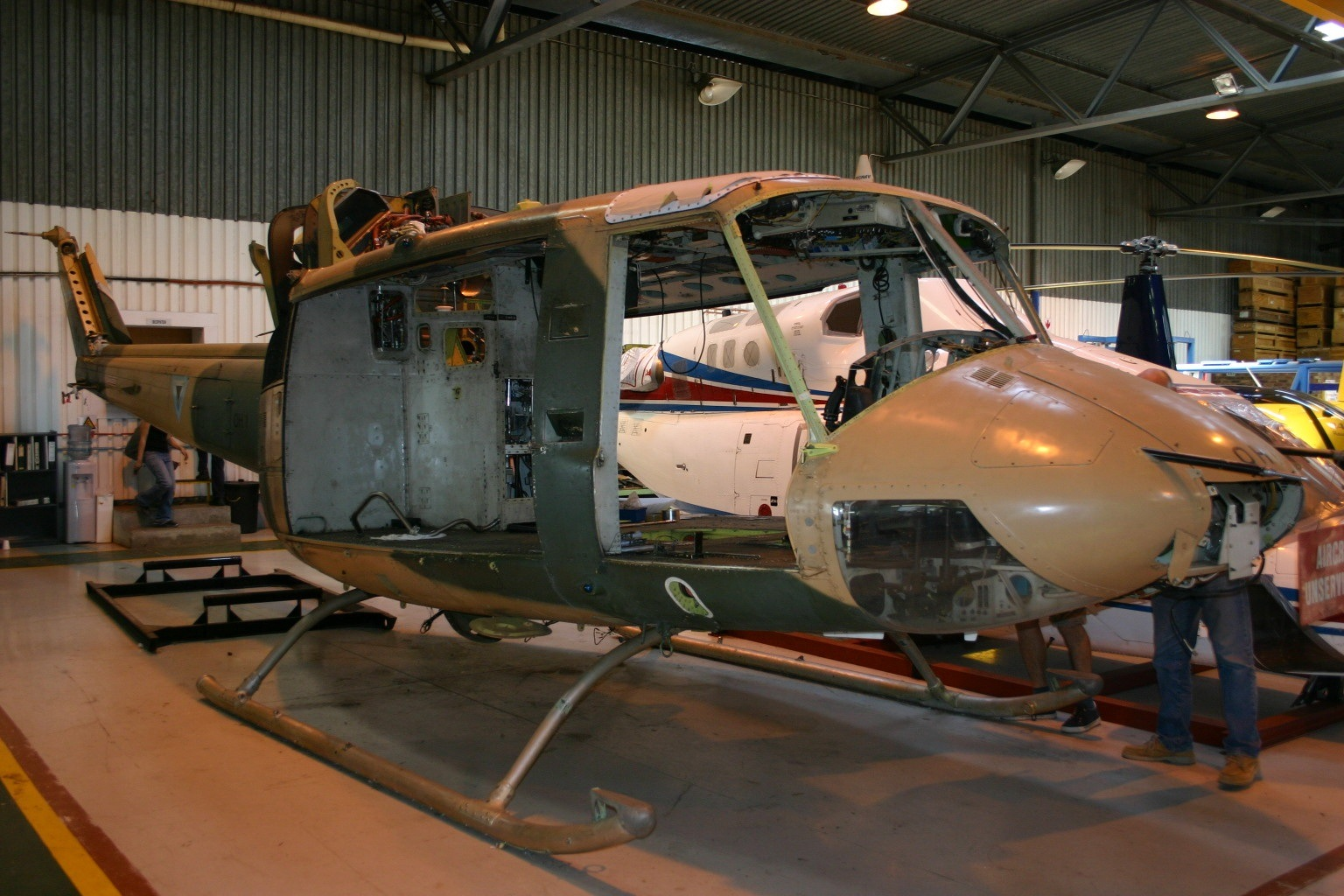
Фюзеляж Bell 412SP с полностью снятыми оборудованием и приборами

- Фюзеляж Bell 412SP с полностью снятыми оборудованием и приборами4 апреля 1991 года лёгкий винтовой самолет Piper Aerostar[англ.] столкнулся в воздухе с вертолетом Bell 412 над начальной школой Мерион в городке Нижний Мерион, пригороде к северо-западу от Филадельфии, на юго-востоке Пенсильвании. Все пять человек в обоих летательных аппаратах погибли, включая сенатора США Генри Джона Гейнца, единственного пассажира в салоне Piper. На земле двое школьников погибли в результате падения обломков, и еще пять человек получили ранения. В 12:10 дня летательные аппараты столкнулись над начальной школой Мерион, при этом лопасти винта вертолета задели Aerostar снизу, оторвав лопасть несущего винта вертолета и основную консоль крыла самолета и сделав обе машины неуправляемыми. Вертолет вышел из-под контроля, и Aerostar рухнул на землю, оба загорелись и развалились при ударе о территорию начальной школы. Aerostar упал на школьный двор около въезда на территорию, а Bell упал позади здания школы. Обломки также упали на близлежащие частные дома в радиусе 230 метров вокруг школы. Расследование показало, что экипажи обоих летательных аппаратов совершали рискованные маневры над населенной местностью, в отсутствии видимых  причин  для этого (например, нехватки топлива), которые заставили бы любой из летательных аппаратов приземлиться в кратчайшее время[52].
- 16 сентября 1991 года Bell 412 принадлежащий ВВС Колумбии врезался в холм недалеко от города Гуакари на западе Колумбии. Погибли 3 члена экипажа и один пассажир, находящиеся на борту. Следователи Национального совета по безопасности на транспорте США назвали основной причиной крушения усталостный отказ двигателя и трансмиссии[53].
- 29 ноября 1995 года вертолёт Bell 412SP малайзийской чартерной авиакомпании Sabah Air разбился в море в 50 километрах от острова Лабуан, следуя маршрутом по отправке бригады рабочих на нефтяную платформу Самаранг. Причина катастрофы не была установлена, однако, сообщалось о локальных грозах в этом регионе. Погибли все 10 человек находившихся на борту[54].
- 17 декабря 1998 года Bell 412SP пакистанской компании Askari Aviation врезался в здание после того, как одна из лопастей несущего винта ударилась о башню мечети во время захода на посадку в густом тумане ночью. Причиной стала попытка пилотов осуществить визуальный заход на посадку в приборных метеорологических условиях. Погибли 4 человека из 10 находившихся на борту[55].
- 3 апреля 1999 года Bell 412 компании Gatari Air Service разбился в Макасарском проливе между островами Калимантан и Сулавеси, перевозя рабочих с морской нефтяной платформы Сантан. Вертолет был разрушен в результате столкновения с водой и затонул на глубине около 70 метров. Пилот и пять пассажиров получили смертельные травмы. Второй пилот и четыре пассажира получили травмы, но выжили. Один пассажир пропал без вести и, предположительно, также получил смертельные травмы. Обломки были извлечены со дна моря 10 апреля. Управление вертолётом было потеряно, когда вертолет резко накренился вправо во время аварийного снижения к морю после громкого хлопка в двигателе[56].
- 19 июня 2000 года поисково-спасательный вертолёт Agusta-Bell AB 412SP принадлежащий итальянской компании Servizio Aereo dei Vigili del Fuoco разбился в горах примерно в 56 км к северу от Рима после того, как рулевой винт задел линию электропередачи во время поисков потерявшихся туристов. Погибли все 5 человек, находящихся на борту[57].
- 13 августа 2000 года Bell 412 Министерства внутренних дел США потерпел катастрофу недалеко от города Колд-Спрингс, штат Невада во время тушения лесного пожара. Во время полета вдоль горного хребта для сброса воды на очаг пожара, вертолет потерял мощность одного двигателя и столкнулся с землей, когда пилот повернул вниз по склону к месту посадки. Наземные службы, наблюдавшие за вертолетом, совершающим сброс, заметили дым, исходящий из правого двигателя, затем вертолет сделал левый нисходящий поворот и врезался в горный склон. Вероятной причиной катастрофы был назван отказ турбины компрессора из-за циклической усталости деталей, вызванный повторяющейся работой вблизи или выше пределов температурных режимов работы двигателей, персоналом компании в течение длительного периода времени. Погиб пилот, управлявший вертолётом[58].
- 28 февраля 2001 года Bell 412SP компании Care Flight потерпел катастрофу вблизи города Гранд-Джанкшен в Колорадо. Во время испытательного полета, в котором происходила функциональная проверка вертолёта на предмет вибрации и применения авторотации, очевидцы наблюдали, как вертолет вошел в режим быстрого снижения. Во время этого маневра было замечено, что вращение несущего винта замедлилось, а его лопасти «сложились» над фюзеляжем. Было замечено, что части, которые позже были идентифицированы как фрагменты капота трансмиссии, вылетали из вертолета, когда вращение несущего винта замедлилось. Вертолет рухнул на землю, выполнив маневр правого поворота. Осмотр обломков не выявил никаких признаков структурного или системного отказа или неисправности. По словам представителей производителя вертолета, поскольку вращение несущего винта замедляется под действием аэродинамической нагрузки, главный редуктор может «ходить» (горизонтальное орбитальное движение) по своей монтажной конструкции, что может привести к контакту с капотом трансмиссии. Осмотр двигателей выявил доказательства того, что мощность двигателя оставалась прежней, в то время когда несущий винт находился на низкой скорости вращения[59].

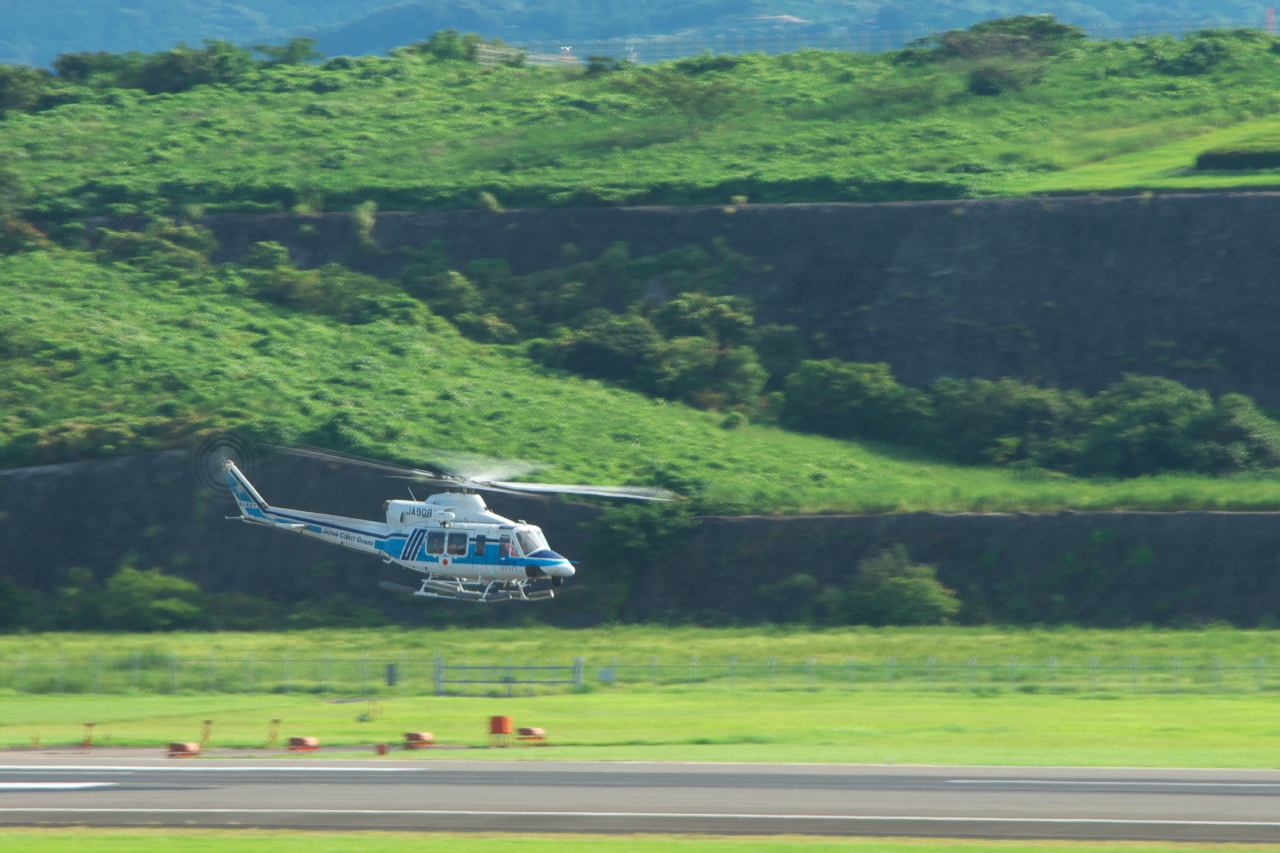
Bell 412 Береговой охраны Японии в аэропорту Нагасаки

- Bell 412 Береговой охраны Японии в аэропорту Нагасаки7 октября 2001 года Bell 412HP мексиканской компании Heliservicio Campeche был найден разрушенным в зарослях деревьев в нескольких десятках километров о города Лос-Кабос по возвращении с места ремонта линии электропередач. Одна лопасть несущего винта найдена в 100 метрах от остальных обломков. Причина крушения не была установлена. Погибли все три человека находившихся на борту[60].
- 18 июля 2002 года экипаж вертолёта Bell CH-146 Griffon (412CF) Сухопутных войск Канады  выполнял поисково-спасательную операцию недалеко от авиабазы Галифакс в провинции Ньюфаундленд и Лабрадор, когда получил приказ об ее отмене по причине обнаружения цели поиска. Экипаж начал обратный путь на авиабазу, когда при нормальном крейсерском полете на высоте 60-90 метров над уровнем земли рулевой винт оторвался от летательного аппарата. Примерно через 400 метров вертолёт врезался в холмистую, покрытую деревьями местность. Оба пилота погибли мгновенно, а специалист по поиску и спасению и бортинженер получили серьезные травмы. Несмотря на полученные травмы, бортинженер смог оказать первую помощь себе и члену экипажа. Он использовал спутниковый телефон, чтобы сообщить об аварии на авиабазу. Спасательный вертолет 444-й эскадрильи прибыл на место происшествия, чтобы эвакуировать выживших в медицинские учреждения в течение 3 часов. Вертолёт был полностью разрушен. Расследование показало, что во время  полета рулевой винт CH146 вышел из строя из-за усталостной трещины, возникшей из небольшого повреждения на обшивке лопасти винта примерно в 45 сантиметрах от кончика одной из лопастей. Затем эта часть  лопасти отлетела, возникший в результате дисбаланс этого динамического компонента привел к мгновенному отказу входного вала рулевого винта и отрыву всего винта от вертолёта. Изменение центра тяжести летательного аппарата с потерей массы рулевого винта создало почти мгновенное и катастрофическое изменение полёта, которое усугублялось малой высотой, рельефом местности и погодными условиями[61].
- 25 июля 2004 года около полуночи вертолет Bell 412EP, эксплуатируемый компанией Pan African Airlines Nigeria Limited, вылетел из Порт-Харкорта, Нигерия на рейс по медицинской эвакуации на нефтяную платформу компании SEDCO Energy при видимости  около 100 метров в тумане. Вертолет приземлился на платформе SEDCO Rig в 01:15 и начал дозаправку, но не смог заправить необходимое количество топлива из-за неисправного топливораздаточного устройства на платформе. Вертолет вылетел с платформы SEDCO Rig с двумя членами экипажа, одним пациентом и одним фельдшером, с планом сделать промежуточную посадку для дозаправки перед тем, как продолжить путь в Порт-Харкорт. Менее чем через пять минут после взлета вертолета с платформы SEDCO Energy диспетчер получил короткое и неясное сообщение с вертолета. Он попытался установить связь с экипажем, но ответа не последовало. Спасательные службы были немедленно уведомлены и начали поисково-спасательную операцию. Все четверо человек из находившихся на борту погибли.  Бюро по расследованию аварий не смогло окончательно определить причину этой аварии[62].
- 21 сентября 2005 года вертолет Bell 412EP разбился в холмистой местности около Льяно-Гранде, Мексика. Два пилота и их 7 пассажиров получили смертельные ранения. Вертолет принадлежал и эксплуатировался Федеральной полиции Мексики штата Мехико.  Экипаж вертолёта, следовавшего за вертолетом, потерпевшим аварию, сообщил, что вертолет вошел в облачность, и они потеряли визуальный контакт. Вертолет столкнулся с поверхностью приблизительно в 30 милях к западу от Мехико[63].
- 10 декабря 2006 года около 17:55 по тихоокеанскому времени вертолет санитарной авиации Bell 412SP компании Mercy Air  врезался в склон холма недалеко от города Хесперия, Калифорния. Пилот вертолета и два члена медицинской бригады погибли, а вертолет был разрушен в результате удара и сгорел после крушения. 30 июля 2008 года Национальный совет по безопасности на транспорте (NTSB) опубликовал свой отчет о вероятной причине аварии. По данным NTSB, вероятной причиной крушения стали непреднамеренные действия пилота с сложных метеоусловиях и потери пространственной ориентации. Темное время суток, туман и гористая местность были признаны сопутствующими факторами катастрофы[64].
- 11 марта 2008 года Bell 412EP  принадлежащий Evergreen Helicopters  врезался в землю в гористой местности примерно в 20 километрах к западу от города Кахамарка на севере Перу. Вертолет перевозил рабочих с медного месторождения Рио-Тинто-Ла-Гранха, в 900 км к северу от перуанской столицы Лимы, на борту были два пилота и восемь пассажиров[65].
- 18 июня 2010 года вертолёт Bell 412EP ВВС Мексики с 11 военнослужащими на борту (5 офицеров и 6 рядовых) разбился в ходе проведения антинаркотической операции в штате Дуранго на севере Мексики. Предварительной причиной крушения вертолёта были названы сложные метеорологические условиях, в которых осуществлялся полёт[66].

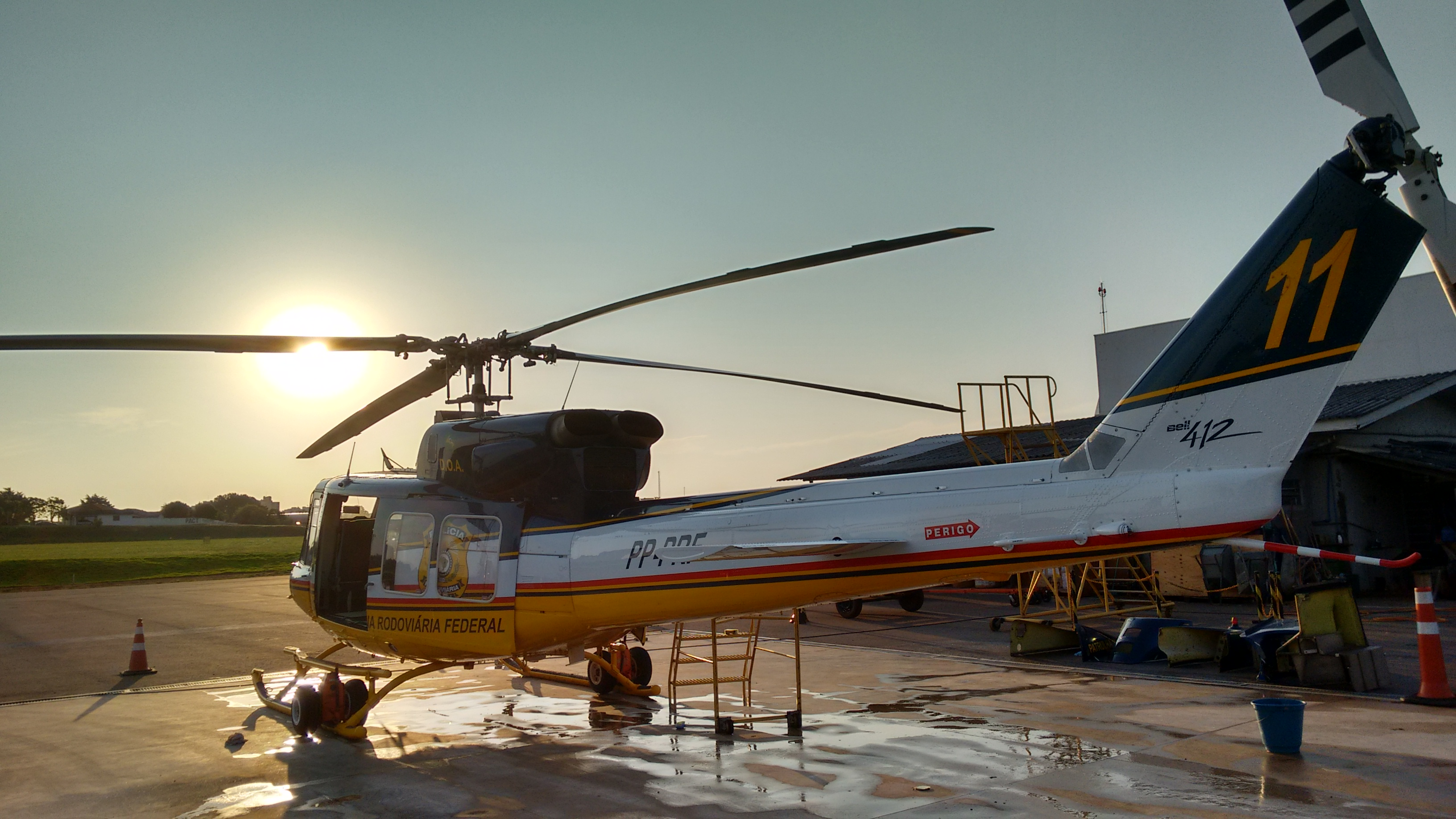
Bell 412 Федеральной дорожной полиции Бразилии

- Bell 412 Федеральной дорожной полиции Бразилии3 августа 2011 года вертолёт Bell 412HP индонезийской компании Nyaman Air  врезался в гору Дуа-Саудара, примерно в 25 км от аэропорта вылета, в результате чего погибли все 10 человек на борту. Полет выполнялся по правилам визуальных полётов, когда погода была ниже допускаемого минимума ПВП. Катастрофа была квалифицирована как столкновение с землёй в управляемом полёте[67].
- 20 марта 2012 года вертолет Bell 412EP, принадлежащий Сухопутным войскам Индонезии разбился в провинции Центральный Сулавеси, упав на сельскохозяйственную плантацию. Погибли все 13 военнослужащих находящихся на борту в тот момент. По словам представителей авиационных властей Индонезии причиной могла стать молния, попавшая в вертолёт во время полёта[68].
- 5 марта 2017 года вертолёт Bell 412EP поисков-спасательной службы префектуры Нагано был найден упавшим вверх дном на снегу на горе Хатибуса на западе острова Хонсю на высоте 1700 м над уровнем моря. Хвостовая была отделена от фюзеляжа, и все четыре лопасти несущего винта были разорваны на куски. Рулевой винт так и не был найден. Все девять человек на борту (пилот, бортмеханик и семь горноспасателей)  получили смертельные травмы. Окончательная причина катастрофы так и не была установлена[69].
- 10 августа 2018 года поисково-спасательный вертолёт Bell 412EP службы спасения префектуры Гумма разбился около горы Йокотеяма в ходе выполнения инспекционного полёта новой горной туристической тропы. По данным администрации префектуры, на борту находились чиновника из службы по борьбе со стихийными бедствиями, два пилота Toho Air Service и пять спасателей. Все они погибли в результате крушения. По данным Совета по безопасности на транспорте Японии вероятно, что, пролетая над горной местностью для исследования альпинистского маршрута, вертолет вошел в зону плотной облачности и пилоты не смогли непрерывно поддерживать визуальный контакт с поверхностью земли, подвергнувшись пространственной дезориентации, в результате чего вертолёт врезался в гору[70][71].
- 25 сентября 2022 года вертолет Bell 412EP пакистанской армии потерпел крушение в неблагоприятных погодных условиях во время операции по ликвидации последствий наводнения недалеко от Хоста, провинции Белуджистан. Все шесть человек находящихся на борту погибли в результате крушения[72].
- 6 декабря 2023 года вертолет Bell 412EP, эксплуатируемый Силами обороны Гайаны, потерпел крушение на западе Гайаны, в результате чего погибли пять из семи находившихся на борту людей. Катастрофа произошла примерно в 30 милях к востоку от города Арау недалеко от границы с Венесуэлой. На борту вертолета находились старшие офицеры Гайанской армии, и, как сообщается, вертолёт участвовал в операциях по охране границы. Катастрофа произошла во время политического кризиса между Гайаной и Венесуэлой из-за территориального спора между Гайаной и Венесуэлой[73].

## Тактико-технические характеристики
Приведённые характеристики соответствуют модификации 412EP.
Источник данных: Jane's 

Технические характеристики
- Экипаж: 1-2 пилота
- Пассажировместимость: до 14 пассажиров или 6 носилок с 1 сопровождающим
- Грузоподъёмность: 1 814 кг
  - на подвеске: 2 041 кг
- Длина: 17,12 м
- Длина фюзеляжа: 12,7 м
- Диаметр несущего винта: 14,02 м
- Диаметр рулевого винта: 2,62 м
- Ширина фюзеляжа: 2,84 м (по полозья)
- Высота: 4,57 м
- Площадь, ометаемая несущим винтом: 154,4 м²
- Масса пустого: 3 079 кг
- Максимальная взлётная масса: 5 397 кг
- Объём топливных баков: 1 249 л (+ 2 × 76 л или 310,5 л ПТБ)
- Силовая установка: 1 × турбовальных Pratt & Whitney Canada PT6T-3D Turbo Twin-Pac
- Мощность двигателей: 1 × 1 800 л.с. (1 × 1 342 кВт (взлётная))

Лётные характеристики
- Максимально допустимая скорость: 259 км/ч
- Максимальная скорость:  
  - у земли: 226 км/ч
  - на высоте 1 220 м: 230 км/ч
- Практическая дальность: 744 км
- Продолжительность полёта: 3 часа 42 мин.
- Статический потолок:  
  - с использованием эффекта земли: 3 110 м
  - без использования эффекта земли: 1 585 м
- Нагрузка на диск: 35 кг/м²
- Тяговооружённость: 189 Вт/кг (на трансмиссию при максимальной взлётной массе)